# Weird fiction

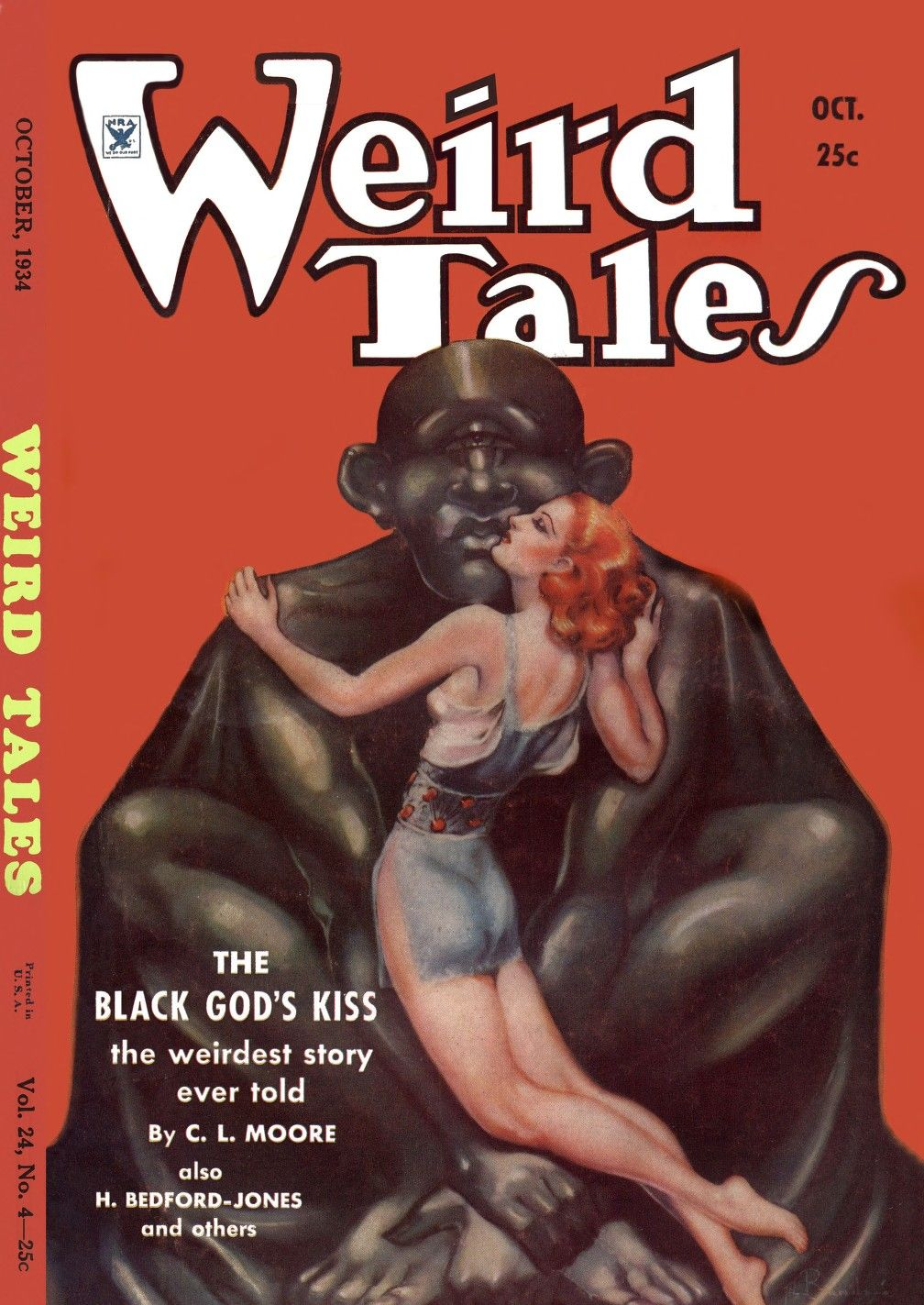
Weird Tales z października 1934 roku. Okładka autorstwa Margaret Brundage.

Weird fiction – podgatunek fantastyki, powstały na przełomie XIX i XX wieku.
Tematyka tego podgatunku nie uległa znormalizowaniu, dzieła weird fiction łączą więc tematykę mityczną, nadprzyrodzoną czy nawet naukową. Po wzroście popularności amerykańskich czasopism, takich jak „Weird Tales”, brytyjscy autorzy weird fiction zaczęli publikować swe dzieła w poważniejszych magazynach literackich.
Do najpopularniejszych autorów weird fiction należą Howard Phillips Lovecraft, Lord Dunsany, Algernon Blackwood, Arthur Machen i M.R. James.
Pomimo tego, że „weird fiction” jest terminem określającym przede wszystkim dzieła powstałe w latach 30. XX wieku, bywa wciąż stosowany jako określenie utworów z pogranicza horroru, fantasy i science fiction.

## Historia
Howard Phillips Lovecraft przejął termin użyty przez Sheridana Le Fanu i spopularyzował go w swych esejach.
W swej książce Nadnaturalny horror w literaturze Lovecraft definiuje gatunek:
Prawdziwa powieść z gatunku weird fiction, przedstawia coś więcej niż skrytobójstwo, krwawe kości czy prześcieradło dzwoniące łańcuchami. Konieczna jest klaustrofobiczna atmosfera lęku niemożliwego do wytłumaczenia, obecność nieznanych mocy; niezbędna jest sugestia, wskazująca na powagę i złowieszczość tematu, przedstawiającego najbardziej przerażające wyobrażenie ludzkiego umysłu – złośliwe i szczególne zawieszenie lub unieważnienie tych stałych praw natury, które są naszą jedyną ochroną przeciw napastowaniu przez chaos i demony niezgłębionego kosmosu.
Czasopismo „Weird Tales” opublikowało wiele takich opowiadań od marca 1923 do września 1954. Sunand Tryambak Joshi opisał kilka z podgatunków weird fiction: horror nadnaturalny (fantastique), opowieść o duchach, quasi science fiction, fantasy oraz szeroko pojęty horror.
Mimo że Lovecraft był jednym z paru autorów z początku XX wieku opisującym swoje dzieła mianem weird fiction, termin ten odżył we współczesności jako New Weird fiction. Przykładowo China Miéville często odnosi się w swych książkach do weird fiction. Wielu pisarzy grozy usadawia swe prace w tradycji weird fiction, jak Clive Barker, który opisuje swe utwory jako fantastique, czy Ramsey Campbell, którego twórczość pozostaje pod silnym wpływem Lovecrafta.

## Najpopularniejsi autorzy
- Ambrose Bierce
- Algernon Blackwood
- Walter de la Mare
- E.R. Eddison(inne języki)
- C.M. Eddy Jr.(inne języki)
- L.P. Hartley(inne języki)
- William Hope Hodgson
- Robert E. Howard
- Shirley Jackson
- M.R. James
- T.E.D. Klein(inne języki)
- Thomas Ligotti
- Howard Phillips Lovecraft
- Arthur Machen
- Oliver Onions(inne języki)
- M.P. Shiel(inne języki)
- Clark Ashton Smith

## Polscy autorzy tworzący w gatunku weird fiction
- Franciszek Mirandola
- Jakub Bielawski
- Stefan Grabiński
- Wojciech Gunia
- Dawid Kain
- Łukasz Krukowski
- Tomasz Krzywik
- Kazimierz Kyrcz jr.
- Szymon Majcherowicz
- Marcin Majchrzak
- Paweł Mateja
- Krzysztof Rewiuk
- Magdalena Świerczek-Gryboś
- Anna Maria Wybraniec
- Damian Zdanowicz